# 김장준 (정치인)
김장준(1946년 5월 9일 ~ )은 대한민국의 정치인이다. 제37대 인제군수를 역임했다.

## 역대 선거 결과
|  | 48.63% |

|  | 52.18% |

|  | 45.59% |